# بسلة أحادية الزهرة
بسلة أحادية الزهرة (الاسم العلمي:Pisum uniflorum) هي نوع غير مؤكد من النباتات تتبع جنس البسلة من الفصيلة البقولية.